# Främling (sång)
"Främling", skriven av Lasse Holm och Monica Forsberg, var den då 16-åriga Carola Häggkvists genombrottslåt och bidrag till den svenska Melodifestivalen 1983. Låten är skriven av Lasse Holm och Monica Forsberg samt arrangerad av Lennart Sjöholm. Den fick högsta poäng från samtliga 11 jurygrupper, totalt 88 poäng.
Vid Eurovision Song Contest 1983 i München i det dåvarande Västtyskland placerade bidraget sig på en tredjeplats, med Anders Ekdahl som dirigent för den enda gången. Uppskattningsvis såg över 80 % av Sveriges befolkning programmet. Mikrofonen krånglade när hon kom upp på scenen, vilket gjorde att första tonen försvann. Som bäst fick bidraget 12 poäng av Norge och Västtyskland och låg som bäst till endast en poäng efter ledaren efter tredje och sjätte röstningsomgången. Till sist hade Sverige fått ihop 126 poäng, som gav en tredje plats. Nästan alla andra länder gav åtminstone en poäng till Sverige, bara vinnarlandet Luxemburg gav inga poäng alls.
På singellistorna placerade den sig som högst bäst på femte plats i Sverige och första plats i Norge. Carolas nederländska version "Je ogen hebben geen geheimen" ("Dina ögon har inga hemligheter" blev som bäst sjua på den nederländska försäljningslistan Top 40. 

## Listplaceringar
| Lista (1983) | Topplacering |
| ------------ | ------------ |
| Norge        | 1            |
| Sverige      | 5            |

## Övrigt
- Främling finns även på tyska, nederländska, engelska och finska som "Fremder", "Je ogen hebben geen geheimen"[3], "Love isn't Love"[4] och "Muukalainen". Carola sjunger dock bara på den tyska, nederländska, och engelska versionen.
- Ryktet att Kikki Danielsson först erbjöds att tävla med "Främling"[5] förnekas av Lasse Holm. Kikki Danielsson framförde "Varför är kärleken röd?" som kom på 2:a plats i den svenska Melodifestivalen det året.
- Ursprungsdemon med engelsk hittepå-text sjungen av Lasse Holm spelades för första gången upp officiellt i avsnitt 94 av podcasten Schlagervännerna, där Lasse Holm även berättade om låtens tillkomst.

## Coverversioner
- Den svenska hårdrocksgruppen Black Ingvars spelade in en cover på "Främling" på sitt album Schlager Metal (1998) [6].
- Tomas "Orup" Eriksson gjorde en version av låten i TV-programmet Så mycket bättre.

## Publikation
- Barnens svenska sångbok, 1999, under rubriken "Gladsång och poplåt".